# Съдия Александър Холд
Съдия Александър Холд e псевдодокументално съдебно предаване, в което са представени измислени съдебни заседания по наказателни дела. Главният актьор е истинският съдия Александър Холд . 
В седмицата на от 13 до 17 септември 2010 г. заглавието е преименувано поради различната правна ситуация: Семейни дела - Съдия Холд. Още една специална седмица от 19 март до 23 Март 2012 г. и от 23 до 27 юли в която в ефир през не бяха показани съдебни заседания, а дела под формата на псевдодокументален-сапун . Програмите се провеждаха под заглавието Съдия Холд- Special: Secrets .
На 4. Декември 2012 г. беше излъчен 2000-ният епизод. На 21-ви декември 2012 г. беше обявено, че последният епизод ще бъде заснет на 20 декември 2012 г.  
След като не се произвеждат повече епизоди, повторенията все още се излъчват ежедневно в Sat.1 Gold .

## Реалност
Както и в други псевдодокументални, реалността на престъпните преговори е отразена в поредицата само в много ограничена степен. Значителна разлика в реалното ежедневие в германските съдебни зали може да се види в силните, понякога полемични атаки между прокурор и адвокат . Неочаквани нови развития в процеса, които доказват невинността на обвиняемия и излагат присъстващ свидетел като истински извършител, са стандартни в предаването. По този начин ефектът от напрежението се увеличава, но с този подход зрителя може да предположи небрежно разследване от криминалната полиция и прокуратурата . В реалната правна практика обаче обвинителен акт трябва да бъде повдигнат само след внимателни разследвания и ако има достатъчно доказателства, поради което подобни драматични повратни моменти са изключително редки в реалните съдебни заседания.
Друг момент е стандартизираната закачка между съдебната власт и обвиняемия / свидетел. Свидетелите и обвиняемите също се обиждат редовно, почти принудително. Рядко се случват физически излишъци. Обикновено това се наказва със сериозни напомняния и глоби.

## Актьорски състав
Главното действащо лице е Александър Холд като председател на съдът. Прокурорите и адвокате във реалния живот са хора със юридическо образование . Поддържащите актьори обикновено са съдии-заседатели, ако е необходимо части обвинители, свидетели, експерти, съдебни секретари и съдебни заседатели. 
| Роля | Актьор              | от-до                            |
| --- | ------------------- | -------------------------------- |
| съдия | Александър Холд     | 2001-2013                        |
| прокурор | Щефан Лукас         | 2001-2013                        |
| прокурор | Зеварион Киркидатсе | 2001-2013                        |
| прокурор | Бенита Шранк        | 11.2003-2013                     |
| прокурор | Дирк Алтхаус        | 12.2003                          |
| прокурор | Кристина Дисман     | 05.2002-11.2003                  |
| прокурор | Клаудия Бехр        | 02.2002-05.2002                  |
| прокурор | Ханс Флоке          | 11.2001-07.2002                  |
| прокурор | Гита Лангенфелд     | 11.2001-12.2001                  |
| Адвокат-защитник | Инго Лензен         | 12.2001–10.2007, 05.2010–04.2012 |
| Адвокат-защитник | Кристиян Форлендер  | 2003-2013                        |
| Адвокат-защитник | Изабела Шулиен      | 05.2006–02.2013                  |
| Адвокат-защитник | Александър Стивънс  | 06.2011–02.2013                  |
| Адвокат-защитник | Ама Уалтън          | 04.2007–02.2010                  |
| Адвокат-защитник | Флориян Вехър       | 02.2010–06.2011                  |
| Адвокат-защитник | Йорн-Йакоб Гутхолд  | 01.2006-04.2010                  |
| Адвокат-защитник | Др. Бригит Шйолер   | 11.2003-12.2006                  |
| Адвокат-защитник | Мандана Маус        | 10.2002-12.2006                  |
| Лица от социална грижа, които оказват помощ на съда за престъпници между 14 и 21 години по време на наказателното производство | Даниела Крамер      |                                  |
| Лица от социална грижа, които оказват помощ на съда за престъпници между 14 и 21 години по време на наказателното производство | Михаела Щрасер      |                                  |
| Лица от социална грижа, които оказват помощ на съда за престъпници между 14 и 21 години по време на наказателното производство | Дана Берг           |                                  |
| Лица от социална грижа, които оказват помощ на съда за престъпници между 14 и 21 години по време на наказателното производство | Ана-Паола Петерс    |                                  |
| Лица от социална грижа, които оказват помощ на съда за престъпници между 14 и 21 години по време на наказателното производство | Нина Тремел         |                                  |
| стража | Франк Зелхоф        | 2001-2013                        |

## Сюжет (пример)
Следният текст показва как протича съдебното заседание от един епизод.

Съдията проверява личните данни на подсъдимият. 
Прокурора прочита обвинителния акт които е:
Прокуратурата обвинява обвиняемия в следните факти въз основа на проведените разследвания:
За да получи пари от съпругът на жертвата, обвиняемият позвъни на вратата около 3 часа сутринта на 13 септември 2020 г. Елена Гилх в апартамента си на Алстердорферщрасе в Хамбург. Обвиняемият блъсна Радосвета Стайкова в апартамента й, съблече я, плесна я 3 пъти по лицето и я завърза за стол, след което направи 4 нейни снимки. След това заключил обвинената жена в багажника на колата му и я завел една горска хижа . Оставил полугола на студа.
В 13.30ч. обвиняемия изпрати 4 снимки от мобилния телефон на съпругът и, който е работил като шофьор на транспортер на пари и му казал да откадне два куфара с с обща стойност 1,1 милиона ерво и да ги сложи на паркингът близо до гората , ако иска отново да види жена си жива.  
От страх за живота на съпругата си той откраднал двата куфара и изпълни указанията на обвиняемия.
Все още няма и следа от 1,1 милиона евро.
Съдът пита дали обвиняемият ще каже нещо, той отрича да има нещо общо с случаят. 
Влизат свидетели които дават показания срещу обвиняемият, а адвоката започва след всяко дадено показание да вика и да обяснява, че за неверни твърдения пред съд, се влиза в затвора. Съдия Холд го предупреждава да не вика толкова силно.
В крайна сметка се оказва, че обвиняемият и жертвата работят заедно за да измъкнат пари. 
Обвиняемият е осъден на 6 години затвор.   